# Hedvig Lindahl
Rut Hedvig Lindahl (født 29. april 1983) er en svensk professionel fodboldspiller, målmand, der spiller for Wolfsburg. Hun har tidligere spillet for klubber i Sverige i Damallsvenskan, blandt andre Malmö FF, Linköpings FC, Kristianstads DFF og Kopparbergs/Göteborg FC. Siden hun fik sin internationale debut i 2002, har hun spillet over 130 landskampe for Sveriges kvindefodboldlandshold|. Den 3. august 2014 spillede hun sin landskamp nummer 100 for Sveriges A-landshold, det var i landskampen mod England. Den 17. september 2015 spillede Lindahl sin landskamp nummer 113 og slog derved Elisabeth Leidinges rekord og blev Sveriges kvindelige målmand med flest kampe. Hun har vogtet målet for Sverige under EM i fodbold for kvinder, VM i fodbold for kvinder og de olympiske lege. Lindahl vandt hæderen som årets kvindelige svenske målmand i 2004, 2005, 2009, 2014 og 2015. Hun vandt Diamantbollen 2015, efter at have været en af tre nominerede til Damallsvenskans Most Valuable Player i 2014. I 2016 var Lindahl en af fem nominerede til Women's PFA Players' Player of the Year og blev også udvalgt til WSL Team of the Year.